# Olav Akselsen

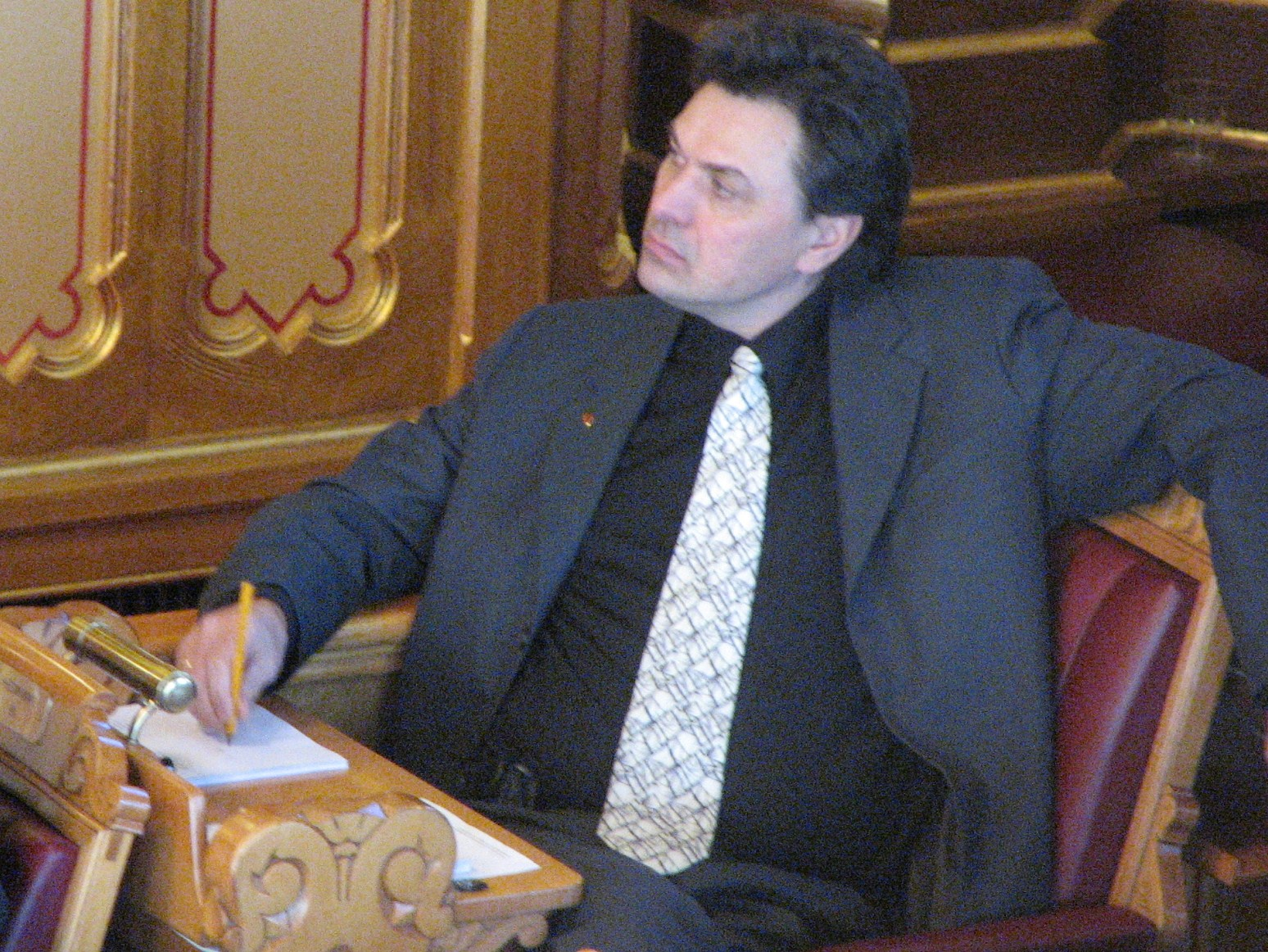
Olav Akselsen, 2009

Olav Akselsen (* 28. August 1965 in Stord, Hordaland; † 17. August 2021 ebenda) war ein norwegischer Politiker der Arbeiderpartiet (Ap). Er war von 1989 bis 2009 Abgeordneter im Storting und von März 2000 bis Oktober 2001 der Erdöl- und Energieminister seines Landes. Im Jahr 2009 wurde er Direktor der Seefahrtsbehörde Sjøfartsdirektoratet.

## Leben
Nach dem Abschluss der weiterführenden Schule im Jahr 1984 studierte Akselsen an der Universität Bergen. In der Zeit von 1983 bis 1989 saß er im Kommunalparlament von Stord. Bei der Parlamentswahl 1989 zog Akselsen erstmals in das norwegische Nationalparlament Storting ein. Dort vertrat er den Wahlkreis Hordaland und wurde zunächst Mitglied im Justizausschuss. Er übernahm von April bis September 1993 den Vorsitz des Ausschusses und nach der Wahl 1993 wurde er dessen Sekretär. Im Anschluss an die Stortingswahl 1997 ging er in den Energie- und Umweltausschuss über, dessen Vorsitz er im Februar 2000 übernahm.
Kurz darauf wurde Akselsen am 17. März 2000 zum Erdöl- und Energieminister in der neu gebildeten Regierung Stoltenberg I ernannt. Er behielt den Posten bis zum Abgang der Regierung am 19. Oktober 2001. Anschließend kehrte er ins Storting zurück, wo er den Vorsitz im Wirtschaftsausschuss übernahm. In der auf die Parlamentswahl 2005 folgenden Legislaturperiode übernahm er den Vorsitz im Außenausschuss. Während seiner Zeit im Parlament gehörte er von 2001 bis 2009 dem Fraktionsvorstand der Arbeiderpartiet-Gruppierung an. Ab Dezember 2006 fungierte er dabei als stellvertretender Fraktionsvorsitzender. Bei der Wahl 2009 trat Akselsen nicht mehr erneut an.
Im Jahr 2009 wurde er Direktor der Seefahrtsbehörde Sjøfartsdirektoratet. Er verstarb im August 2021 im Alter von 55 Jahren nach längerer Krankheit. Zuvor hatte er sich im Mai 2021 aufgrund seiner Krankheit von seiner Stellung beim Sjøfartsdirektoratet zurückgezogen.